# دوري السوبر الأوغندي 1977
دوري السوبر الأوغندي 1977 (بالإنجليزية: 1977 Uganda National League)‏ هو موسم من دوري السوبر الأوغندي. أشرف على تنظيمه اتحاد أوغندا لكرة القدم، وكان عدد الأندية المشاركة فيه 14، وفاز فيه نادي كامبالا سيتي.